# Cidade Colonial de São Domingos
A Cidade Colonial (em espanhol: Ciudad Colonial) é um bairro histórico da cidade de São Domingos, República Dominicana, declarado Património Mundial da UNESCO no ano 1990.
A cidade foi fundada em 1496, apenas alguns anos após a chegada de Cristóvão Colombo à América, em 1492. Foi trasladada para o sítio atual em 1502. É o mais antigo assentamento europeu de ocupação contínua do Novo Mundo e foi a primeira sede do governo colonial espanhol no continente. Segundo o sítio da UNESCO, em São Domingos foram criadas a primeira catedral, o primeiro hospital, a primeira alfândega e a primeira universidade da América.

## História
Ao chegar à costa norte da Ilha de São Domingos em 1492, Cristóvão Colombo encontrou um ambiente à primeira vista favorável, com indígenas pacíficos. Construiu ali um forte de madeira (a "Fortaleza de La Navidad") e deixou 39 homens, antes de retornar à Espanha. Ao regressar, um ano depois, esse assentamento havia sido destruído. Colombo fundou então outra povoação mais a leste, que chamou "La Isabela" em homenagem a Isabel de Castela. La Isabela foi abandonada em 1498, quando o governador Bartolomeu Colombo (irmão de Cristóvão) decidiu mudar-se ao sul da Ilha, fundando a "Nova Isabela" na margem esquerda do rio Ozama.
Em 1502, quando o governador era Nicolás de Ovando, Nova Isabela foi destruída por um furacão. Ovando deslocou a colônia para a outra margem do Ozama, na qual se desenvolveu a atual cidade de São Domingos. Naquele local a povoação foi urbanizada seguindo um esquema regular, adotado mais tarde como modelo em outras cidades coloniais. Na época do governador Ovando foi levantada a Fortaleza Ozama - construída segundo padrões medievais, incluída uma torre de menagem -, um convento franciscano, uma casa de governo e casas de tijolos e pedra para os moradores.
O governador que sucedeu Ovando foi Diogo Colombo (filho de Cristóvão), que levantou entre 1510 e 1514 um palácio para sua residência que ainda existe, o chamado Alcácer de Colombo. O palácio pertenceria à família Colombo até 1577. Em 1511, São Domingos foi convertida em sede de diocese, e no ano seguinte começou a construção do mais importante monumento da cidade, a Catedral de São Domingos. O edifício, inicialmente muito modesto, veio a ser construído essencialmente entre 1521 e 1537, por impulso do bispo Alexandre Geraldini, misturando os estilos gótico e plateresco.
Na década de 1530 estavam já terminadas as Casas Reais, onde funcionavam várias repartições da administração colonial, como a Real Audiência, a Chancelaria e despacho dos governadores. O Hospital São Nicolau de Bari pertence à mesma época; suas ruínas revelam que o edifício, inspirado em hospitais renascentistas italianos, seguia um vocabulário arquitetônico ainda gótico. Em 1543 a cidade começou a ser cercada por uma muralha de pedra, processo que só seria completado no século XVIII. Vários trechos da muralha e portas de acesso ainda existem.
No século XVIII, a população da Ilha de São Domingos aumentou graças às políticas de colonização da coroa espanhola. O engenheiro Antonio Álvarez Barba foi o responsável por várias reformas na cidade de São Domingos, como a remodelação da fortaleza, a porta de Carlos III na entrada da rua Las Damas e a ampliação do edifício da prisão, localizado na Plaza Mayor. Um edifício notável dessa época é a Igreja dos Jesuítas (hoje Panteão da Pátria), em estilo neoclássico, com seis contrafortes na fachada e cúpula sobre o transepto.